# Cyrtisiopsis algirus
Cyrtisiopsis algirus är en tvåvingeart som först beskrevs av Paramonov 1929.  Cyrtisiopsis algirus ingår i släktet Cyrtisiopsis och familjen svävflugor.
Artens utbredningsområde är Algeriet. Inga underarter finns listade i Catalogue of Life.